# Banach–Alaoglus sats
Inom funktionalanalys, ett delområde av matematik, är Banach–Alaoglus sats, även kallad Alaoglus sats, ett resultat som används för att visa kompakthet för mängder. Beviset, som bygger på Tychonoffs sats, och därmed på urvalsaxiomet, hittades först av Leonidas Alaoglu år 1938, även om Stefan Banach tidigare visat ett specialfall 1932. Oberoende av Alaoglu visade även Bourbaki resultatet ungefär samtidigt. Senare visades även Bourbaki en generell version av satsen. Denna version brukar kallas Bourbaki-Alaoglus sats.

## Formulering av satsen
Låt {\displaystyle X} vara ett normerat vektorrum, och låt {\displaystyle X^{*}} vara dess dualrum. Då är mängden {\displaystyle B=\{\varphi \in X^{*}:||\varphi ||\leq 1\}} kompakt i den svaga-*-topologin, alltså den svagaste topologin på {\displaystyle X^{*}} som garanterar att för varje {\displaystyle x\in X} gäller att {\displaystyle J_{x}:X^{*}\rightarrow K,\,\,J_{x}(\varphi )=\varphi (x)} är kontinuerlig.

## Konsekvenser och användning
Eftersom kompakthet i oändligtdimensionella vektorrum är svårare att visa än i det ändligtdimensionella fallet är resultatet av stor vikt. Informellt kan man säga att priset som betalas för kompaktheten är en försvagning av topologin, genom att färre mängder är öppna. Men detta pris är i de flesta fall överkomligt, jämfört med fördelarna att kunna arbeta med kompakta mängder.
För ett reflexivt Banachrum X gäller som en följd att enhetsklotet för dess dualrum {\displaystyle X^{*}} är kompakt i den svaga topologin, då den i detta fall sammanfaller med den svaga-*-topologin. Man kan även visa att omvändningen gäller, det vill säga att om dualrummets enhetsklot är kompakt i den svaga topologin så är X reflexivt.
En annan viktig konsekvens av satsen som ofta används inom operatoralgebra är att spektrum (mängden av karaktärer) för en kommutativ Banachalgebra är lokalt kompakt, och kompakt precis då algebran har identitet. Detta ligger till grund för den så kallade Gelfandrepresentationen.